# Hu Zhengyan

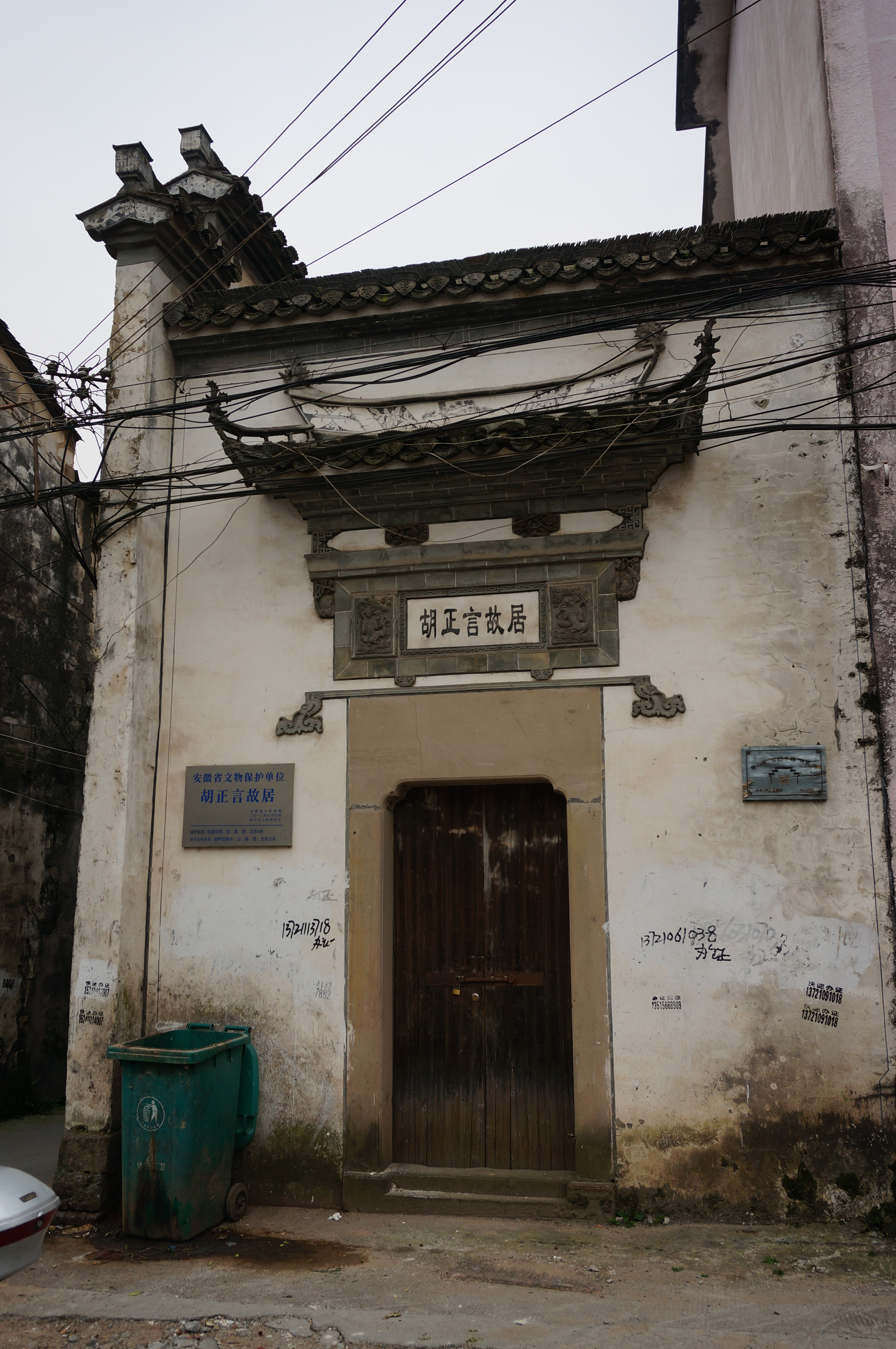
La dimora di Hu a Xiuning

Hu Zhengyan (胡正言S, Hú ZhēngyánP; 1584/1585 – 1673/1674) è stato un artista, tipografo e editore cinese.

## Biografia
Hu Zhengyan nacque nella provincia di Anhui, presso la contea di Xiuning, fra il 1584 e gli inizi del 1585. Sia il padre che il fratello maggiore Zhengxin (正心; pseudonimo: 無所S, 'WúsuǒP) erano medici, e appena Zhengyan compì trent'anni li seguì in alcuni viaggi formativi, mentre i due praticavano le arti mediche nelle aree di Lu'an e Huòshān (霍山S).
Nel 1619 Hu si trasferì repentinamente a Nanchino, dove visse con la moglie Wu. La loro elegante dimora a Jilongshan (雞籠山, oggi nota come Beiji Ge), zona intra moenia, servì come punto d'incontro per artisti del territorio. Hu battezzò questa palestra di arte e virtù «Studio dei dieci bambù» (Shizhuzhai, 十竹齋), traendo spunto dalle dieci piante di bambù che crescevano rigogliose dinanzi alla proprietà. Lo Studio era una vera e propria officina grafica, dove Hu esercitava il proprio mestiere di tipografo con l'aiuto di altri artigiani, tra i quali vi erano i fratelli Zhengxin e Zhengxing (正行; pseudonimo: Zizhu, 子著) ed i figli Qipu (其樸) e Qiyi (其毅).
Nel frattempo, la dinastia Ming, che regnò in Cina per più di 250 anni, andò incontro ad un inesorabile declino, a favore della neonata dinastia Qing (che avrebbe poi regnato fino al 1912). Quando le forze militari dei Manciù si riversarono nel 1644 a Pechino, i leali alla causa dei Ming si recarono a Nanchino, dove venne proclamato l'Impero Ming del Sud. Il talento di Hu non passò inosservato al nuovo Imperatore, che ricevette dallo stesso artista una pregiata incisione; quest'ultimo, incantato, gli offrì il posto di «redattore del Segretariato» (zhongshu sheren, 中書舍人), che Hu però declinò.

In ogni caso, prima dell'invasione di Nanchino ad opera dei Qing, Hu compì gli studi accademici presso l'università locale, guadagnandosi la vita con un impiego pubblico; il suo incarico era quello di redigere una relazione in occasione delle proclamazioni ufficiali. Sotto questi influssi, scrisse l'Imperiale promozione dell'apprendimento minore (Qin Ban Xiaoxue, 御頒小學) e Nota sulla fedeltà dimostrata (Biaozhong Ji, 表忠記).

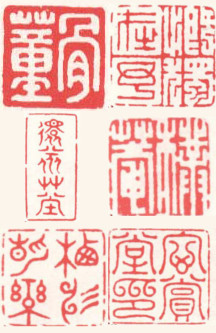
Alcuni dei sigilli incisi da Hu

Hu si ritirò dalla vita pubblica nel 1646, consolato dalla visita di qualche amico; tra questi vanno ricordati Xiao Yuncong e Lü Liuliang, che lo visitarono rispettivamente nel 1667 e nel 1673. Il vegliardo si spense alla veneranda età di 90 anni, fra il 1673 e gli inizi del 1674.

## Sigilli
Hu Zhengyan era anche un fabbricante di sigilli, attività grazie alla quale divenne noto anche alle autorità imperiali. Il suo stile era permeato dalle istanze artistiche promosse dalla dinastia Han, sviluppate poi durante il tirocinio con il maestro He Zhen. La calligrafia di Hu, nonostante fosse chiara e dotata di un chiaro stile composizionale, era tuttavia molto angolata e rigida.
La fama dei lavori di Hu oltrepassò anche i confini della sua città: infatti il poeta Zhou Lianggong, coevo di Hu, attestò nella sua Biografia di Incisori di Sigilli (Yinren Zhuan, 印人傳) che le sue incisioni erano molto popolari tra i viaggiatori che passavano per Nanchino.

## Studio dei dieci bambù

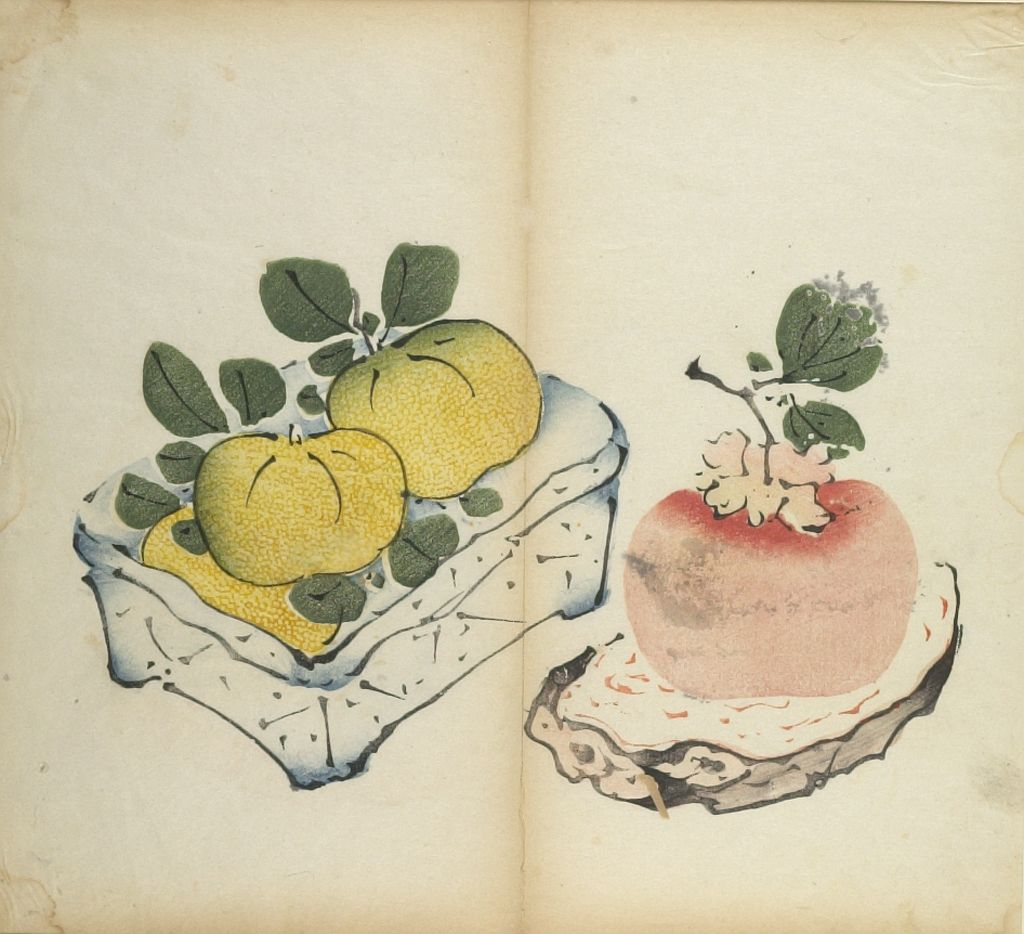
Frutta (immagine tratta dal Catalogo di calligrafia e di pittura dello Studio dei dieci bambù). In questa xilografia emerge l'abilità di Hu nel saper gestire le gradazioni dei colori

Nonostante la sua capacità artistica riscuotesse un notevole successo, Hu era principalmente un editore. La sua casa editrice, lo Studio dei dieci bambù, pubblicò varie opere, che spaziavano dalla calligrafia alla poesia e all'arte; vi erano anche manuali medici, libri sull'etimologia e la fonetica, così come edizioni annotate e commentate dei classici confuciani. In effetti, lo Studio mal gradiva la letteratura narrativa, preferendo nettamente gli studi accademici: questa propensione si può far risalire alla vicinanza tra lo Studio e la Guozijian (Accademia Nazionale) di Pechino, una vera e propria fucina di testi e riferimenti letterari. Tra il 1627 ed il 1644, lo Studio dei dieci bambù predilesse il mercato delle opere di lusso.

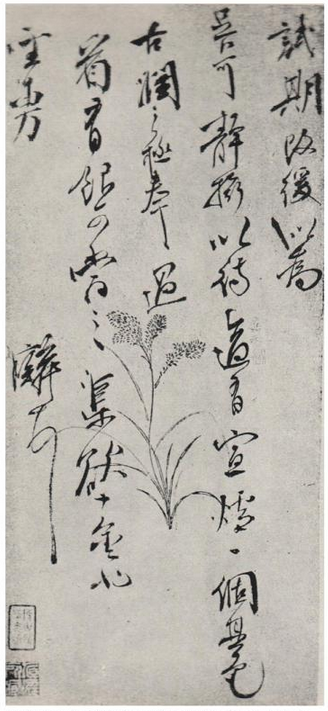
Lettera scritta da un contemporaneo di Hu, Zou Zhilin, su carta decorativa dello Studio

Negli anni 1630, lo Studio dei dieci bambù produsse in grande quantità anche scritti a carattere politico, volti ad encomiare la dinastia Ming; fra questi, vanno ricordati gli Editti del Ming Imperiale (Huang Ming Zhaozhi, 皇明詔制), un elenco di proclamazioni imperiali, e le Testimonianze di lealtà all'Imperiale Ming (Huang Ming Biaozhong Ji, 皇明表忠紀), consistenti in una serie di biografie dei funzionari Ming. Dopo l'ascesa al potere dei Qing, Hu rinominò lo studio «Sala radicata nel Passato» (Digutang, 迪古堂), in segno di fedeltà verso la dinastia precedente.
Quello dei Ming fu un periodo decisamente innovativo per il mondo dei libri, che iniziarono ad essere equiparati a delle vere e proprie opere d'arte. Al suo studio, Hu Zhengyan portò ad un elevato livello di raffinatezza la tecnica dell'incisione xilografica, risultando de facto il primo ad essere in grado a stampare a colori. Hu ottenne questo risultato usando un procedimento detto della «stampa a blocchi assortiti» (douban yinshua, 饾板印刷), e quello della «stampa a tavole in serie» (taoban yinshua, 套板印刷); in quest'ultimo, in particolare, si usavano tante tavole quanti erano i colori di cui si avevano bisogno. Con queste tecniche la xilografia assunse un nuovo aspetto: infatti, era finalmente possibile modulare agevolmente sia le ombre che la gradazione e le tonalità dei colori.

## Opere principali

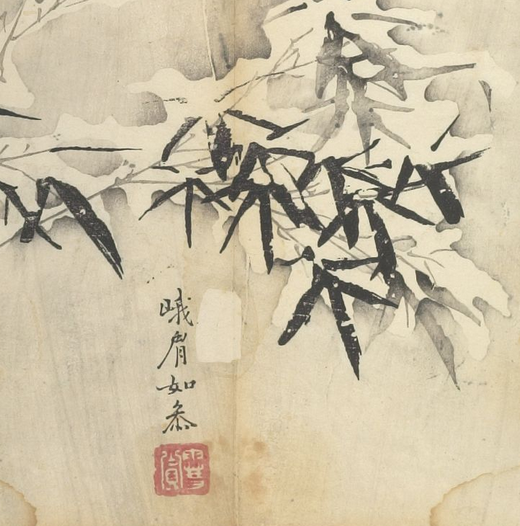
Bambù innevato (immagine tratta dal Catalogo di calligrafia e di pittura dello Studio dei dieci bambù).

Il magnum opus di Hu è indubbiamente il Catalogo di calligrafia e di pittura dello Studio dei dieci bambù (Shizhuzhai Shuhuapu, 十竹齋書畫譜), una collezione di 320 stampe realizzate da circa trenta artisti differenti (fra cui Hu stesso), pubblicata nel 1633. Si sviluppa in otto aree tematiche: calligrafia, bambù, fiori, rocce, uccelli ed animali, prugne, orchidee e frutta (di queste sezioni, alcune vennero già divulgate come volumi unici). Il Catalogo non era da intendersi solo come una collezione di opere d'arte, ma anche come un manuale sui principali concetti alla base della xilografia: infatti, Hu diede spazio anche alle nozioni fondamentali, fra cui la corretta impugnazione del pennello, e tecniche varie per i principianti. Nonostante solo le sezioni sui bambù e le orchidee siano dotate di questo apporto manualistico, il Catalogo rimane comunque la prima opera ad incentrarsi pure sulla teorizzazione dell'arte cinese.
L'influenza esercitata dal Catalogo in Cina fu notevole, tanto che gettò le fondamenta per il successivo (ma ben più noto) Manuale del giardino grande come un granello di senape (Jieziyuan Huazhuan, 芥子園畫傳). La produzione artistica di Hu conobbe una vasta popolarità anche in Giappone, dove venne data alle stampe con l'ausilio di una tecnica policroma locale, nota come nishiki-e 錦絵. Molto favorevole fu anche la ricezione da parte della dinastia Qing.
Hu produsse anche l'Album dei fogli con lettere decorate dello Studio dei dieci bambù (Shizhuzhai Jianpu, 十竹齋箋譜), un catalogo di carte decorative e di illustrazioni su rocce, persone, guarnizioni liturgiche ed altri soggetti. Pubblicato nel 1644, l'Album conobbe numerose tirature, a opera di Zheng Zhenduo e Lu Xun che lo ristamparono nel 1934-1941 prima e nel 1952 poi.

## Galleria d'immagini

Immagini tratte dal Catalogo di calligrafia e di pittura dello Studio dei dieci bambù
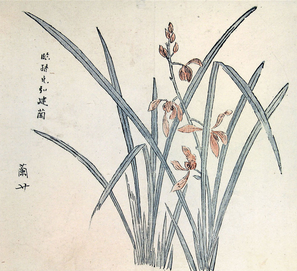
Orchidea
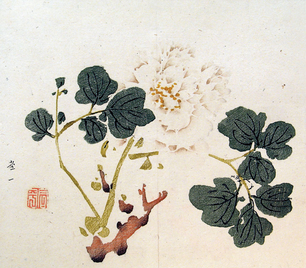
Crisantemo
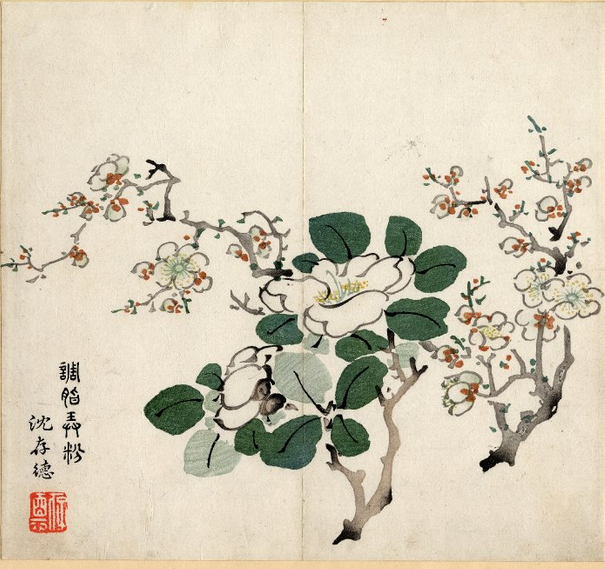
Fiore di melo
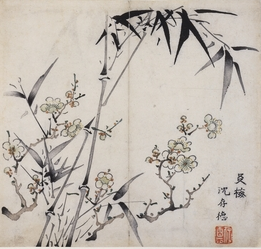
Fiore di ciliegio e bambù
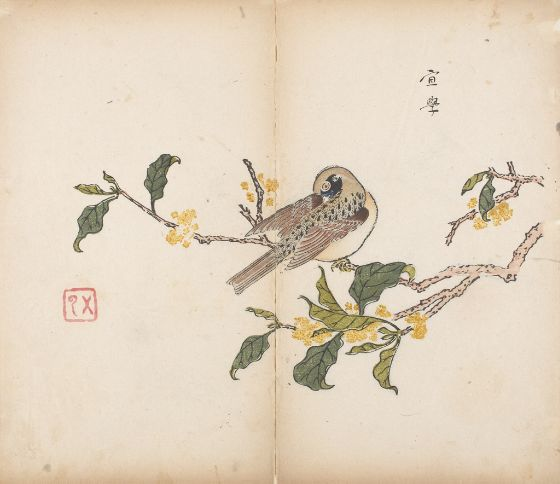
Uccello su un ramo in fiore
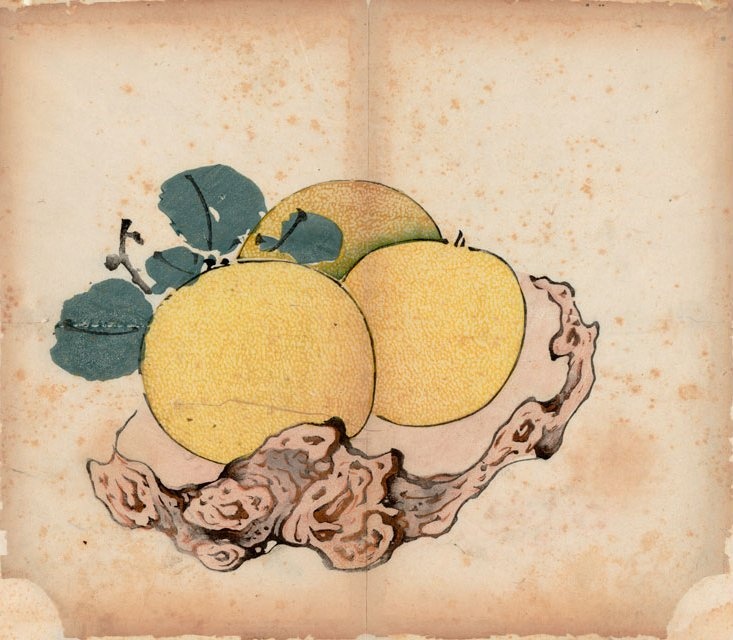
Tre arance su un sostegno nodoso
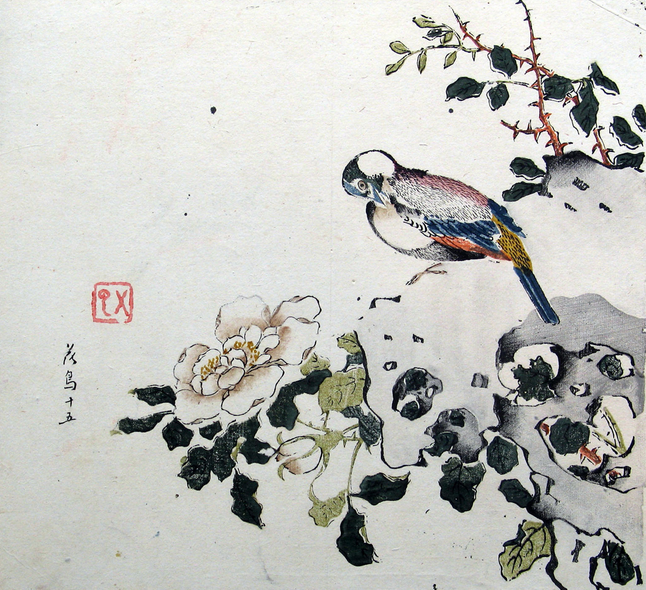
Uccello su un ramo
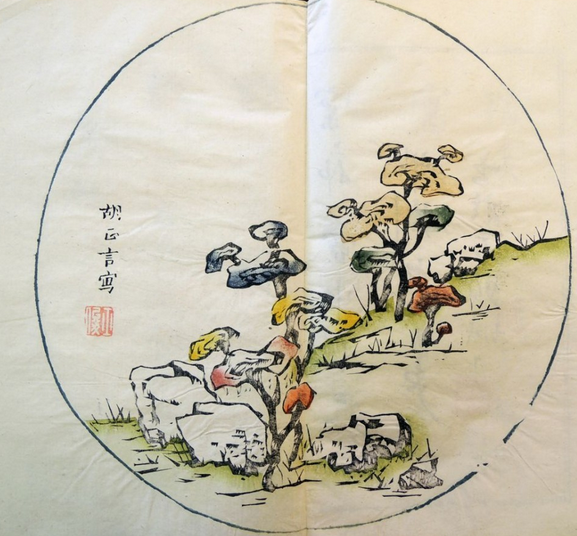
Funghi a ombrello
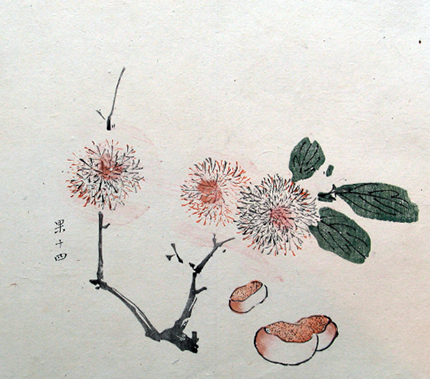
Castagne
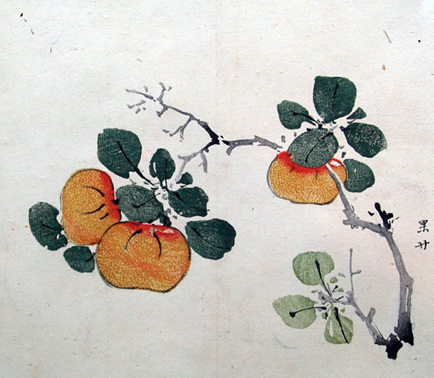
Mandarini
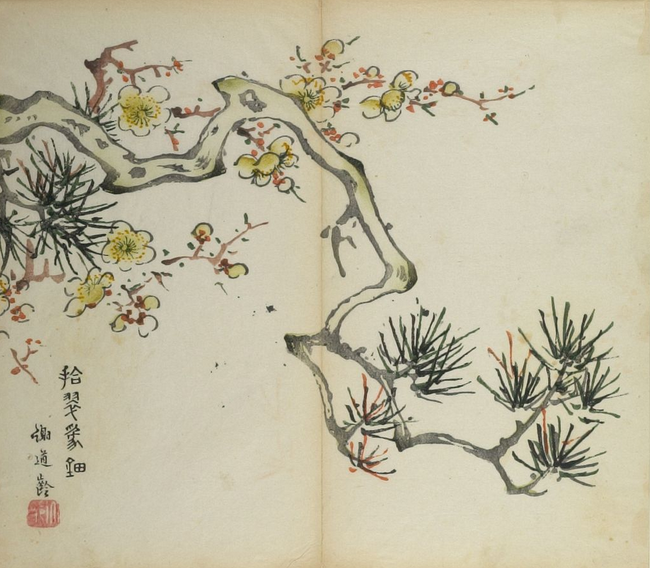
Fiori di prugno e pino
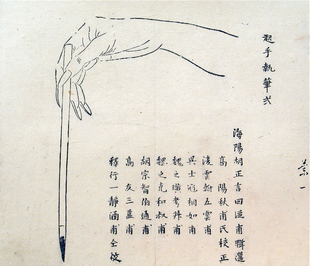
Diagramma sulla corretta impugnazione del pennello